# سیمون ویتلی
سیمون ویتلی (به انگلیسی: Simon Wheatley) (۱۹۷۰-تاکنون) عکاس مستند و سنگاپوری است. وی دوران نوجوانی و دانشجویی‌اش را در بریتانیا گذراند و در سال ۱۹۹۳ با مدرک مطالعات جامعه‌شناسی آمریکا و آمریکای لاتین، از دانشگاه منچستر فارغ‌التحصیل شد.
او سال‌های زیادی را با رویای نویسندگی سپری کرد اما با گذر زمان استعداد بیشتری در رشته عکاسی در خود یافت. سیمون در میانه دهه ۱۹۹۰ با نقل‌مکان به بوداپست، عکاسی را به طور جدی آغاز کرد. او می‌گوید:عکاسی به من کمک می‌کند تا انسان ساده‌تری باشم. در عین حال به من فرصت می‌دهد تا داستان‌هایم را با زبان تصویر روایت کنم. تک عکس‌هایم در مجلات هیچوقت من را راضی نمی‌کند.»
وی یکی از اعضای اصلی مگنوم فوتوز نیز می‌باشد.